# Hemicircus
A Hemicircus a madarak (Aves) osztályának harkályalakúak (Piciformes) rendjébe, ezen belül a harkályfélék (Picidae) családjába tartozó nem.

## Előfordulásuk
A Hemicircus-fajok Délkelet-Ázsia és az indonéz szigetek harkályai. Csak a Hemicircus canente terjeszkedett nyugatra, egészen Indiáig és a Himalája déli lábáig.

## Rendszerezés
A nembe az alábbi 3 faj tartozik:
- Hemicircus canente (Lesson, 1830)[1]
- Hemicircus concretus (Temminck, 1821)[2]
- Hemicircus sordidus (Eyton, 1845) - korábban a H. concretus alfajának vélték

A modern DNS-vizsgálatok bebizonyították, hogy ennek a madárnemnek a legközelebbi rokonai, a Meiglyptes-fajok, valamint a Micropternus brachyurus.